# László Marton

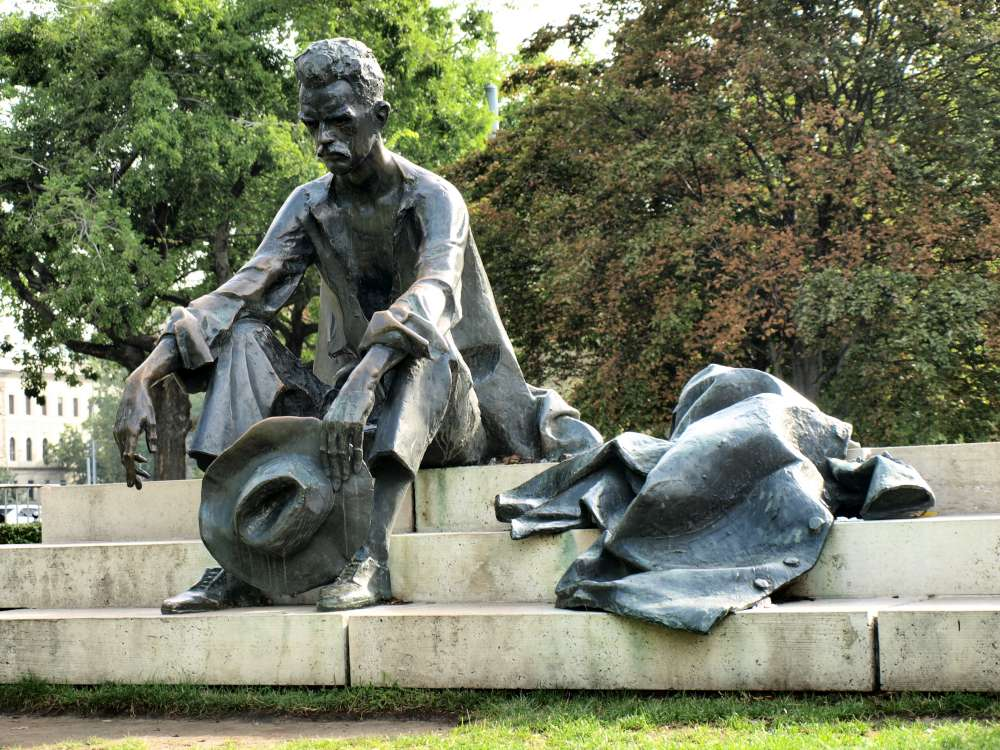
Vora el Danubi (1980), estàtua d'Attila József

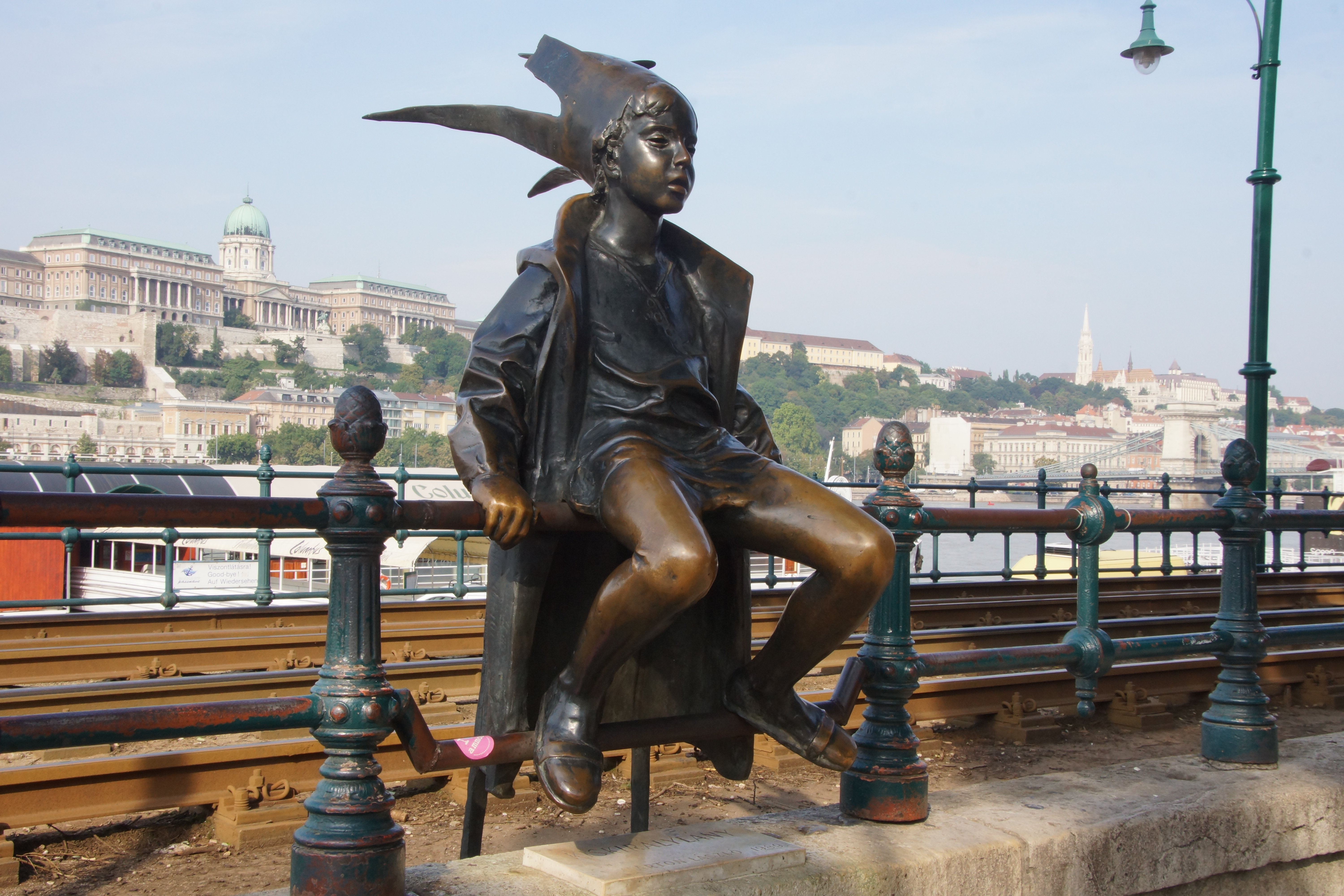
L'estàtua de bronze La princeseta (1990), al passeig del Danubi, Budapest, amb el castell de Buda al fons

László Marton (Tapolca, Hongria, 5 de novembre de 1925 — Budapest, 5 d'octubre de 2008) fou un dels escultors hongaresos més importants del segle xx. A Hongria es poden veure més de cent cinquanta de les seues obres en llocs públics, entre les quals més de quaranta només a Budapest.
El seu talent per a l'escultura es manifestà des de molt prompte. Per consell de Béni Ferenczy i Elemér Fülöp, el 1940 anà a Pest amb una beca del comtat de Zala per a estudiar en l'Escola d'Arts Aplicades Moholy-Nagy. Del 1946 al 1952 fou alumne de l'Acadèmia de Belles Arts, on tingué de mestres, a més de Pál Pátzay i els altres dos escultors esmentats, els pintors Aurél Bernáth i István Szőnyi.
La seua primera estàtua coneguda, El pastoret, la va fer als disset anys. Des del principi, fou seguidor de les tradicions de l'escultura figurativa. Les primeres obres són figures poderoses, rudes, que influeixen en la vida, i després evolucionà cap a una forma més suau, sensual i fortament expressiva, que s'inclina cada vegada més cap a l'estil de la petita escultura; són exemples d'això l'escultura del 1976 en record de Sándor Kisfaludy, l'escultura Gran dolor del 1977, l'estàtua d'Attila József del 1980, i la famosa Princeseta (1990) asseguda en la barana de vora el Danubi amb la seua corona de paper, la petita escultura original de la qual va ser feta el 1972 amb la seua filla gran, Évika, per model. Va esculpir nombroses estàtues representant personalitats hongareses conegudes, entre les quals András L. Áchim, Béla Bartók, János Damjanich, György Dózsa, József Egry, Artúr Görgei, János Hunyadi, Attila József, Farkas Kempelen, Zoltán Kodály, Lajos Kossuth, Ferenc Kölcsey, Ferenc Liszt, Imre Nagy, István Széchenyi, József Antall i Mihály Babits.
Les seues obres es poden veure a la Galeria Nacional Hongaresa, en diverses col·leccions públiques hongareses i estrangeres, incloses la del príncep de Gal·les i la de l'emperador del Japó, però també ha enaltit el prestigi d'Hongria en moltes ciutats d'altres països: París, Londres, Berlín, Anvers, Vaticà, Zagreb, i fins i tot a Tòquio i a Cuba.

## Premis
- Premi Munkácsy, 1952
- Creu d'Oficial de l'Orde al Mèrit de la República Hongaresa, 1995.
- Premi Kossuth, 2003.